# Diario di un assassino (film)
Diario di un assassino (Where Sleeping Dogs Lie) è un film statunitense del 1991 diretto da Charles Finch.

## Trama
Bruce Simmons è uno scrittore in crisi che affitta una casa dove è avvenuto un orrendo omicidio; oltre all'idee da scrivere arriverà anche il serial killer.

## Produzione e distribuzione
Il film è uscito in Usa il 13 novembre 1991.